# Derek Mackay

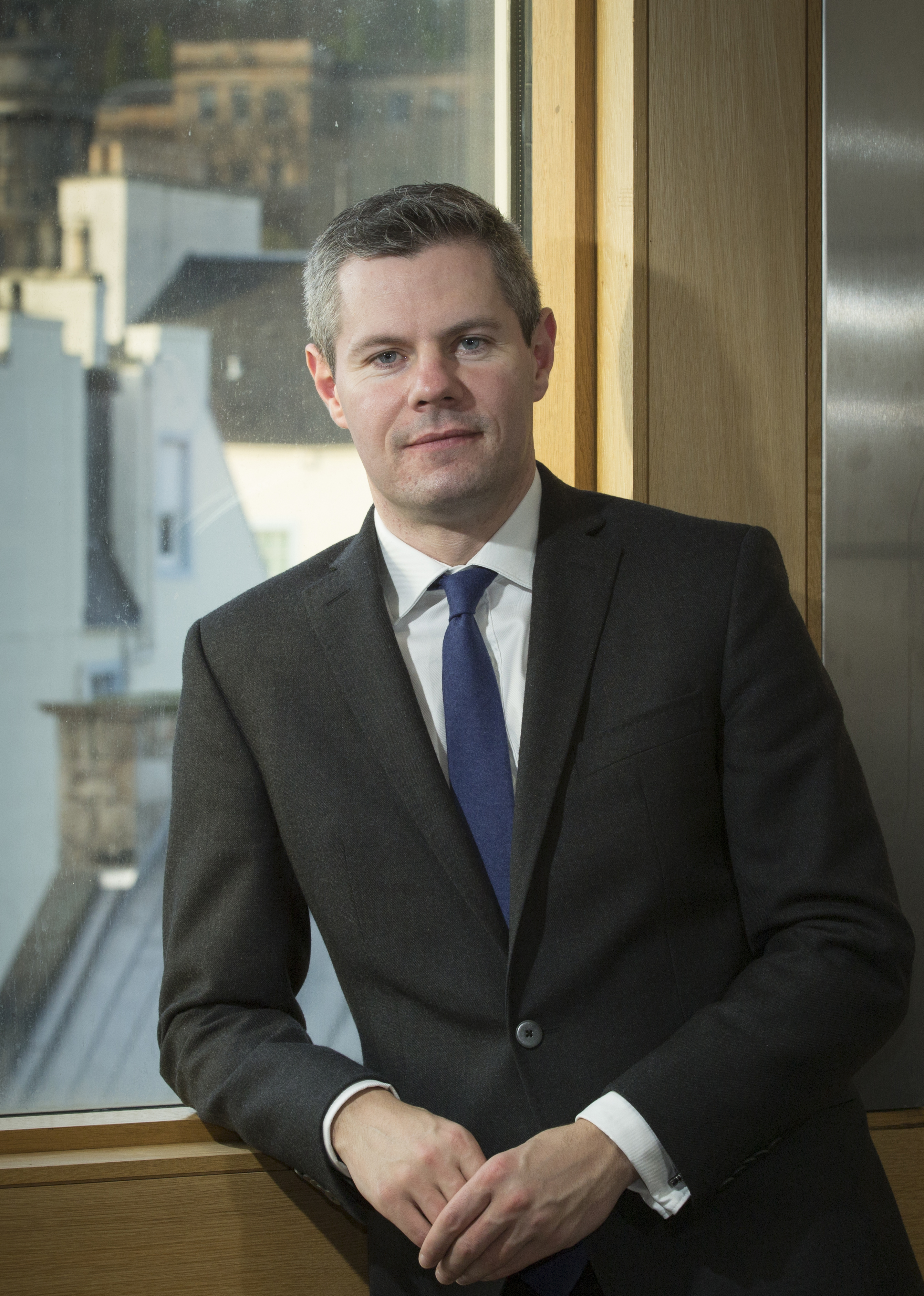
Derek Mackay

Derek Mackay (* 30. Juli 1977 in Renfrew) ist ein schottischer Politiker und ehemaliges Mitglied der Scottish National Party (SNP).

## Leben
Mackay besuchte die Kirklandneuk Primary School und die Renfrew High School. Dann studierte er an der Universität Glasgow, brach sein Studium jedoch ab, um sich der Politik zu widmen. Mackay ist verheiratet und zweifacher Vater.

## Politischer Werdegang
1994 trat Mackay in die SNP ein. Bei den Regionalratswahlen in Renfrewshire im Jahre 1999 kandidierte er erstmals und gewann ein Mandat. Damit wurde er zum jüngsten männlichen Ratsmitglied Schottlands. In den folgenden beiden Wahlen wurde Mackay bestätigt und saß dem Rat ab 2007 vor. Zwischen 2003 und 2005 assistierte er außerdem dem SNP-Abgeordneten Bruce McFee. Bei den Parlamentswahlen 2011 trat Mackay erstmals zu Wahlen auf nationaler Ebene an. In seinem Wahlkreis Renfrewshire North and West gewann er das Direktmandat vor dem Bewerber der Labour Party und zog damit erstmals in das Schottische Parlament ein. Im Dezember 2011 übernahm Mackay von seiner Parteikollegin Aileen Campbell die Position des Staatssekretärs für lokale Verwaltung und Planung.
Am 6. Februar 2020 trat Mackay wenige Stunden vor Bekanntgabe des schottischen Haushalts zurück, nachdem bekannt wurde, dass er einen 16-jährigen Jungen mit 270 Nachrichten bombardiert hatte, nachdem er sich über Facebook und Instagram mit ihm angefreundet hatte.